# Tyrone Grant
Tyrone Jeremy Grant, (nacido el 24 de enero de 1977 en Brooklyn, Nueva York) es un exjugador de baloncesto estadounidense. Con 2.05 metros de estatura, jugaba en la posición de pívot. 

## Trayectoria
- Universidad de St. John's (1995-1999)
- Trenton Shooting Stars (1999-2000)
- Long Island Surf (2000)
- Belgrano San Nicolás (2000)
- Basket Livorno (2000-01)
- Gimnasia y Esgrima (Comodoro Rivadavia) (2001)
- Florida Sea Dragons (2001)
- Felice Scandone Avellino (2001-02)
- Florida Sea Dragons (2002)
- Teramo Basket (2002-04)
- Olympia Larissa BC (2004-05)
- CB Breogán (2005)
- Olimpia Milano (2006)
- Jeonju KCC Egis (2006)
- Virtus Pallacanestro Bologna (2007)
- Veroli Basket (2007-08)
- Al Moutahed Tripoli (2008-09)
- Hyères-Toulon Var Basket (2009)
- Ironi Ashkelon (2009)
- Pallacanestro Treviso (2010)
- Reyer Venezia (2010)
- Ilisiakos BC (2011)